# Sky-Train de Düsseldorf

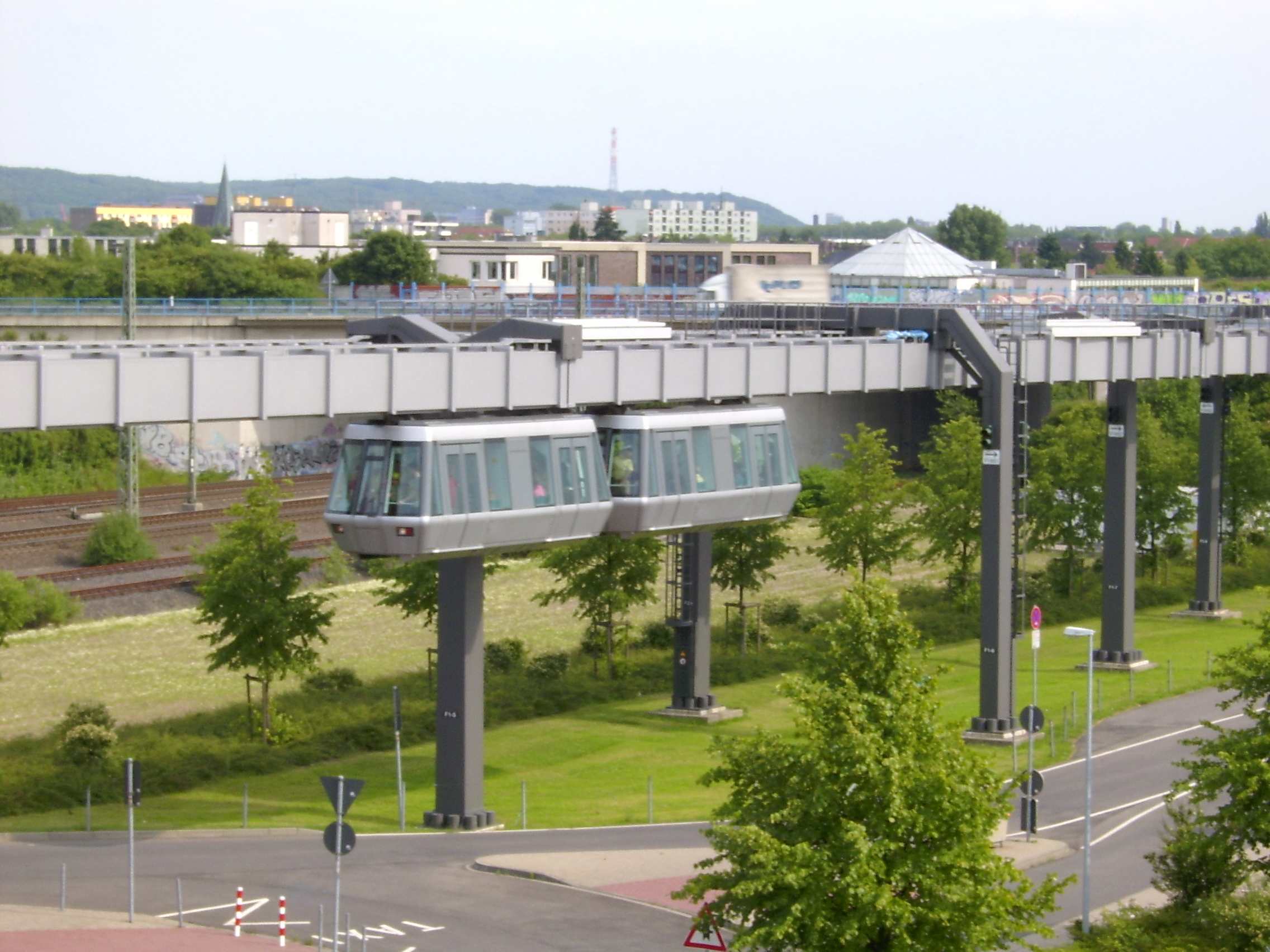
SkyTrain

El Sky-Train de Düsseldorf es un monorriel suspendido de tipo H-Bahn, que une el Aeropuerto Internacional de Düsseldorf con la Estación del Aeropuerto de Düsseldorf. Entró en servicio el 1 de julio de 2002.
Las obras de construcción comenzaron en noviembre de 1996. El trazado se abrió en dos tramos. Primero hasta una estación intermedia en las terminales A/B, y posteriormente hasta otra estación en la terminal C.
El Sky-Train funciona entre las 3:45 de la madrugada y las 0:45. El recorrido total es de 2,5 kilómetros, trayecto que realiza a diez metros de altura, en cinco minutos, con una velocidad máxima de 50 km/h. Cuenta con cinco trenes en funcionamiento, lo que le dota de una capacidad de 2000 personas por hora, incluyendo los equipajes.